# Odynerus palaestinensis
Odynerus palaestinensis är en stekelart som beskrevs av Gusenleitner 1972. Odynerus palaestinensis ingår i släktet lergetingar, och familjen Eumenidae. Inga underarter finns listade i Catalogue of Life.